# Сандиляно
Сандиля̀но (на италиански: Sandigliano; на пиемонтски: Sandian, Сандиян) е малко градче и община в Северна Италия, провинция Биела, регион Пиемонт. Разположено е на 323 m надморска височина. Населението на общината е 2731 души (към 2010 г.).